# Győrffy Balázs (politikus)
Győrffy Balázs (Pápa, 1979. április 21. –) magyar agrárszakember, politikus, a Nemzeti Agrárgazdasági Kamara elnöke 2024-es lemondásáig. 

## Életútja
Az óvodai és általános iskolai éveket Nemesgörzsönyben töltötte, majd a közeli Pápán, a Jókai Mór Közgazdasági Szakközépiskolában tanult tovább. Felsőfokú tanulmányait a Pécsi Tudományegyetem Közgazdaságtudományi, valamint Állam- és Jogtudományi Karán végezte. Egyetemi évei alatt két meghatározó külföldi tapasztalatszerzésre nyílt lehetősége: egy évig Londonban és közel fél évig az Amerikai Egyesült Államokban.
Diplomái megszerzését követően visszatért szülőfalujába, ahol fokozatosan átvette szüleitől az elsődlegesen növénytermesztéssel és sertéstartással foglalkozó családi gazdaság működtetését és vezetését. 2005-ben a Nemesgörzsönyi Református Egyházközség presbitere lett, és ezen tisztséget kisebb megszakításokkal az ezt követő években is betöltötte. 2006 őszéig a Mezőgazdasági és Vidékfejlesztési Hivatal veszprémi kirendeltségének munkatársaként dolgozott, majd 2006 és 2014 között szülőfaluja, Nemesgörzsöny polgármestere volt. Mindezzel párhuzamosan a Pécsi Tudományegyetem és a Szent István Egyetem címzetes egyetemi docense.
Mint polgármester és presbiter aktív szerepet vállalt a Vargha Gyula Református Általános Iskola és a Szász Póla Református Óvoda alapításában, melyek 2007 óta szolgálják a helyi közösséget. Az intézmények igazgatótanácsának kezdetektől fogva az elnöke. 2007 óta a Veszprém Megyei Gazdakörök Szövetségének elnökeként, 2009-től a Magyar Gazdakörök és Gazdaszövetkezetek Szövetségének alelnökeként tevékenykedett. Tagja a Gabért Szövetkezetnek, melynek keretében több mint száz gazdatársával együtt igyekszik minél hatékonyabban gazdálkodni. A szövetkezet igazgatóságában 2018 óta tevékenykedik.
A 2010-es, a 2014-es és a 2018-as országgyűlési választásokon a Fidesz-MMP színeiben parlamenti mandátumot szerzett. Mindhárom ciklus alatt a Mezőgazdasági Bizottság tagja volt, melynek 2018 óta alelnöke is. 2013-tól a Nemzeti Agrárgazdasági Kamara elnöke, a tisztségre 2017-ben öt évre újraválasztották.
A 2024-es választáson a Fidesz 11 európai parlamenti képviselője közé a 4. helyen került be.
2024 augusztusában erősen ittas állapotban bántalmazott egy nőt, majd ezt beismerve és bocsánatot kérve lemondott EP-képviselői mandátumáról, kamarai elnökségéről, és kilépett a Fideszből. Más forrás szerint a Fideszből nem kilépett, hanem kizárták. Az ügyben büntetőeljárás is indult.

## Magánélete
Fiatalabb korában a Nemesgörzsönyi SE igazolt labdarúgója volt. Másik kedves szabadidős tevékenysége a vadászat. A nemesgörzsönyi székhelyű Marcal-völgyi Sólyom Vadásztársaság tagjaként az egyesület intézőbizottságában 2012 óta tevékenykedik, jelenleg annak alelnöke.
Nős, egy fiúgyermek édesapja.

## Közösségi médiafelületei
- Facebook-oldala: https://www.facebook.com/gyorffybalazshivatalosoldala
- Youtube-csatornája: https://www.youtube.com/c/GyőrffyBalázsoldala/
- Podcastjai elérhetőek Spotify-on és Soundcloudon is.